# 天野恵 (ヴァイオリニスト)
天野恵（あまの けい、1月9日 - ）は、日本のヴァイオリニスト。広島県出身。桐朋学園大学音楽学部卒業後、様々なアンサンブルやソロ活動を展開し、クラシックからポップスまで幅広いジャンルで活動している。
テレビ新広島の元アナウンサーの天野陽子とは従姉妹にあたる。

## 経歴
広島県に生まれる。ヴァイオリン職人である父のもとで4歳からヴァイオリンを始め、広島大学附属中学校・高等学校を経て、桐朋学園大学音楽学部および同研究科を修了。
数々のコンクールで実績を残し、1997年（平成9年）の第7回日本クラシック音楽コンクール全国大会で入選、2005年（平成17年）の第15回同コンクールでは好演賞を受賞。
2010年、BS-TBSの音楽番組『音旅 聴ままにクラシック』への出演を機に、弦楽アンサンブル「Party Faith Orchestra」のリーダーを務める。
2012年9月15日には日本コロムビアからシングル「Asian Breeze」をリリースし、以降はソロやアンサンブルで活動する傍ら、東京ヴァイオリンのメンバーとしても活動。
2021年には、B'zのライブ「B'z presents LIVE FRIENDS」に2ndヴァイオリンとして出演。
2024年現在は、クラリネット奏者の若林愛とのユニット「Megumi♡Kei」の一員としても活動している。